# 한내로
한내로(Hannae-ro)는 충청남도 보령시 대천동 동대사거리에서 보령시 대천동 한내사거리를 잇는 충청남도의 도로이다. 

## 주요 경유지
충청남도
- 보령시 (대천동)

## 노선
| 이름                  | 접속 노선                       | 소재지          | 소재지          | 비고            |
| 보령북로와 직결       | 보령북로와 직결                 | 보령북로와 직결 | 보령북로와 직결 | 보령북로와 직결 |
| --------------------- | ------------------------------- | --------------- | --------------- | --------------- |
| 동대사거리            | 국도 제36호선 (대청로) 보령북로 | 보령시          | 대천동          |                 |
| 한내사거리            | 작은오랏3길 큰오랏3길           | 보령시          | 대천동          |                 |
| 한내로터리            | 한내로터리길                    | 보령시          | 대천동          |                 |
| 명암 교차로           | 명천로 명암1길                  | 보령시          | 대천동          |                 |
| 명천사거리 (한내육교) | 옥마로                          | 보령시          | 대천동          |                 |

## 주요 시설및 건물
- CU 보령동일점 (한내로 7/동대동 1690)
- 신협 대천신용협동조합 본점 (한내로 11/동대동 1687)
- 버거킹 보령동대점 (한내로 16/동대동 1732)
- 축협 보령축협 동대동지점 (한내로 19/동대동 1702)
- CU 보령대로점 (한내로 28/동대동 460-2)
- 노브랜드 보령동대점 (한내로 73/동대동 481-3)